# (389293) Hasubick
(389293) Hasubick est un astéroïde de la ceinture principale.

## Description
(389293) Hasubick est un astéroïde de la ceinture principale. Il fut découvert le 19 mai 2009 à Tzec Maun par Erwin Schwab. Il présente une orbite caractérisée par un demi-grand axe de 3,21 UA, une excentricité de 0,25 et une inclinaison de 26,5° par rapport à l'écliptique.